# Strkovice
Strkovice jsou vesnice, část města Postoloprty v okrese Louny. Nachází se asi 5 km na jihozápad od Postoloprt. Strkovice jsou také název katastrálního území o rozloze 3,53 km².

## Historie
Jako jedna z mála vesnic poblíž Postoloprt nepatřily Strkovice nikdy tamnímu klášteru Porta Apostolorum. První písemná zmínka o vesnici pochází z roku 1381, kdy patřily Mikuláši z Kolovrat, synovi Albrechta z Kolovrat. Později se vesnice stala majetkem nejvyššího zemského písaře Mikuláše z Egerberka, který ji roku 1411 daroval kapitule u sv. Víta v Praze.

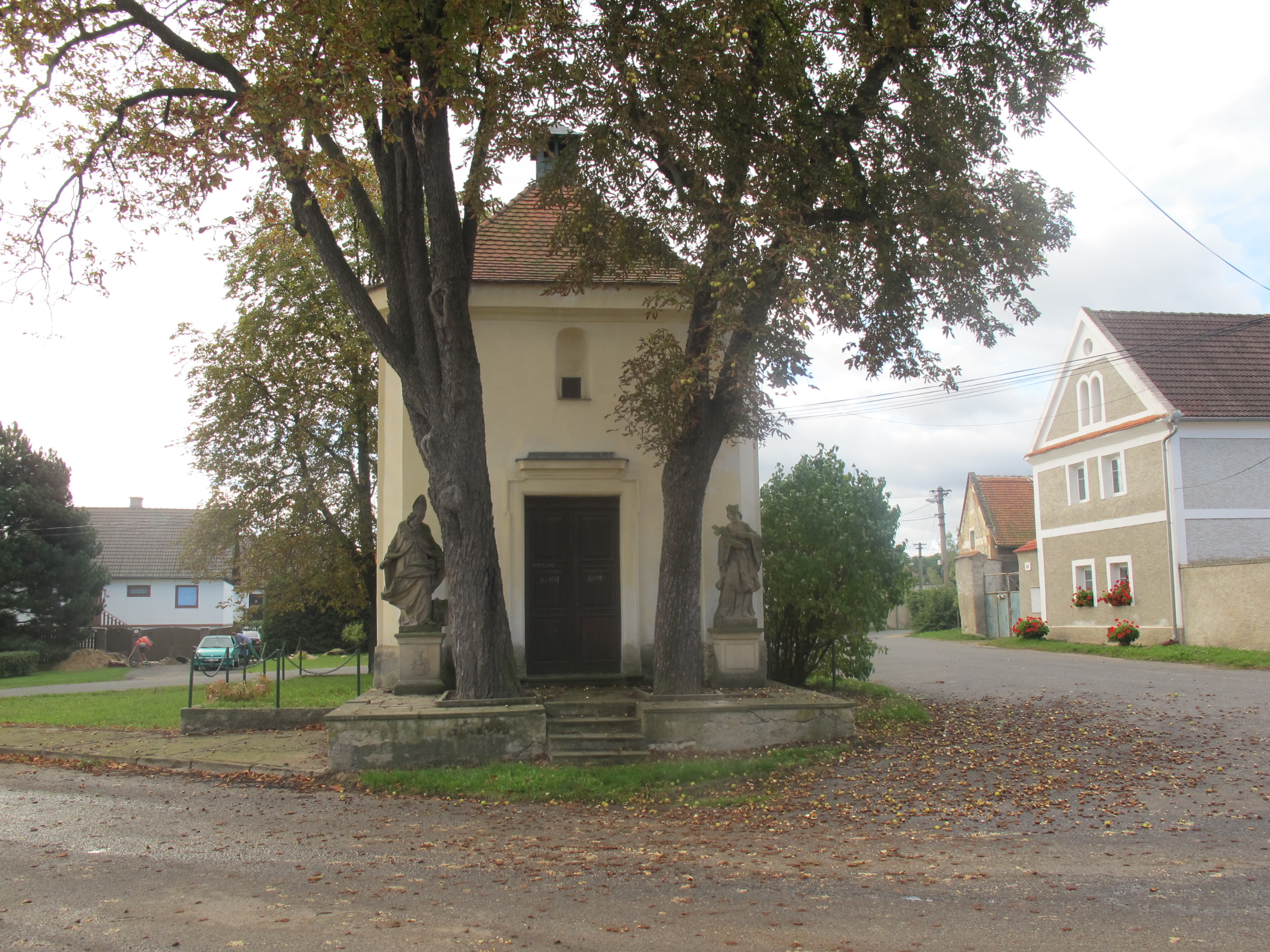
Kaple svaté Anny s oběma plastikami

Po dobu dalších 160 let zatím žádné písemné zprávy o Strkovicích nejsou k dispozici. V neznámé době se vesnice stala součástí panství Nový Hrad. V roce 1573 je totiž včetně Strkovic prodal Volf Novohradský z Kolovrat Janovi st. z Lobkovic. Roku 1580 ale nový majitel Nového Hradu, Václav Franěk z Liběchova, Strkovice spolu s Hradištěm prodal majiteli Líčkova, Bohuslavu Felixovi Hasištejnskému z Lobkovic. Jeho syn Jan Valdemar ale nebyl dobrý hospodář, skončil v exekuci a pro tento účel bylo líčkovské panství včetně všech vesnic v roce 1588 podrobně popsáno a ohodnoceno. Ve Strkovicích stálo v té době čtrnáct statků. Jejich držitelé mají všichni česká jmnéna. Nejbohatší sedlák se jmenoval Jakub Krejčí, rychtářem byl Jan Martinů. Novému majiteli Líčkova, Jiřímu Popelovi z Lobkovic, byl ale už za šest let kvůli piklům proti císaři Rudolfovi II. majetek konfiskován a rozprodán. 
Strkovice si v roce 1596 koupil žatecký měšťan Václav Jindra zvaný Sládek. Patřil mezi nejvlivnější obyvatele města. V letech 1589–1598 zasedal v městské radě a poté se stal královským rychtářem. Kupní smlouva podrobně popisuje zemědělské podnikání ve vsi koncem 17. století. Především to byl vrchnostenský hospodářský dvůr, ke kterému patřila pole, louky, pastviny, ovocné sady a chmelnice. Jindra získal také dva rybníky a výsadní krčmu. Znamenalo to, že patřila vrchnosti, která ji pronajímala a krčmář byl povinen šenkovat jen pivo, které mu vrchnost prodala. Rybníky zanikly v 18. a v 19. století.
Jindrův potomek Karel Jindra však po vydání obnoveného zřízení zemského v roce 1626 z náboženských důvodů emigroval a jeho díl Strkovic (ve vsi měli podíly další dva jeho sourozenci) byl na prodej. Zakoupil ho císařský plukovník nizozemsko-španělského původu Martin de Hoeff-Huerta. Kraj znal, protože v letech 1625 a 1626 prováděl v Žatci a Lounech nevybíravými prostředky rekatolizaci.
Po Huertově smrti se po určitých majetkových peripetiích ve druhé polovině 17. století dostaly Strkovice do rukou žatecké rodiny Fleissnerů, která později získala přídomek "z Ostrovic". V majetku této rodiny zůstala vesnice až do roku 1805. Berní rula z roku 1654 zde uvádí celkem patnáct usedlostí, šest z nich však bylo opuštěných. Z předbělohorských rodin zůstala ve vsi už jen jediná, a to Václava Martina.

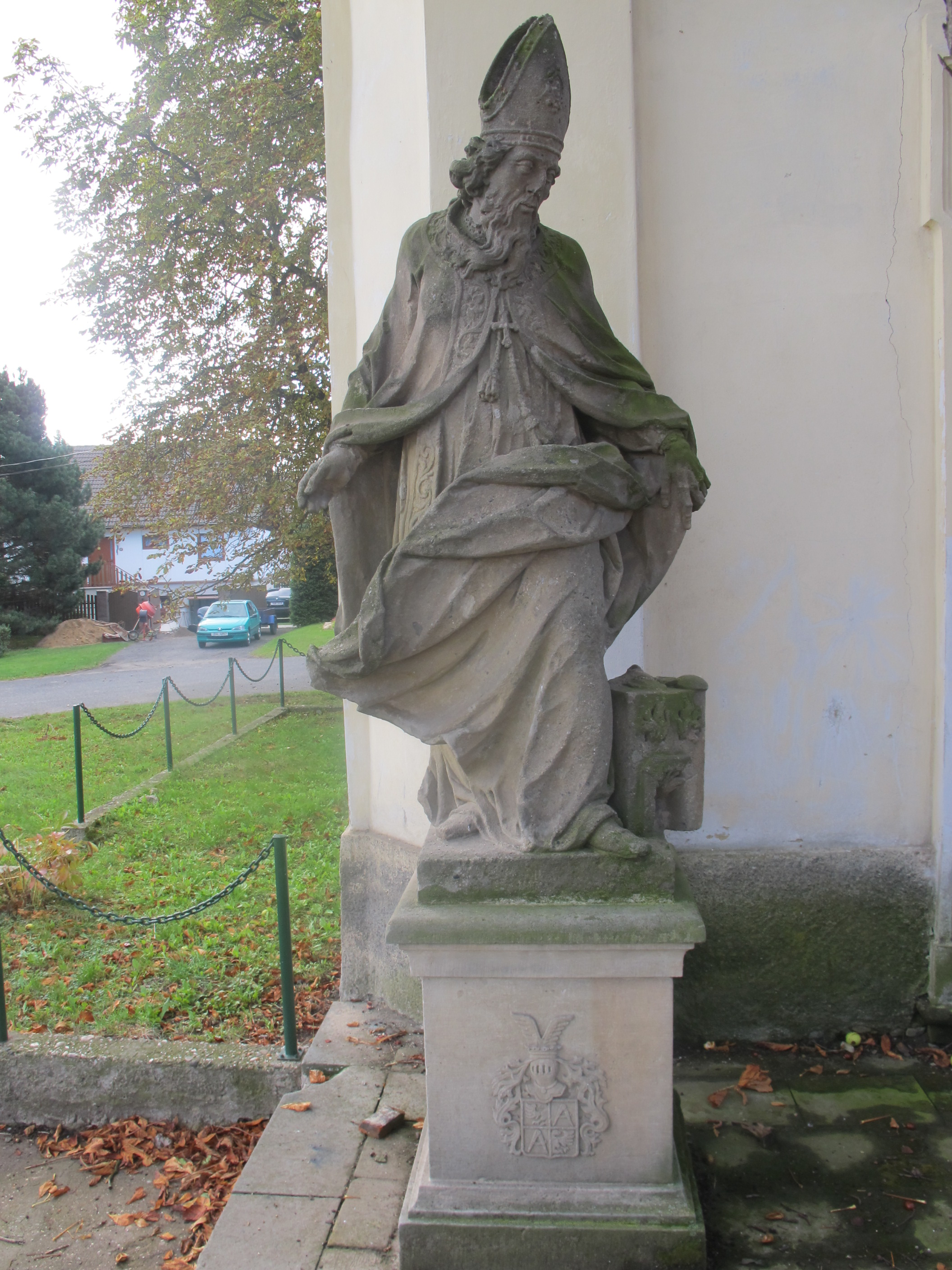
Socha svatého Germana u kaple

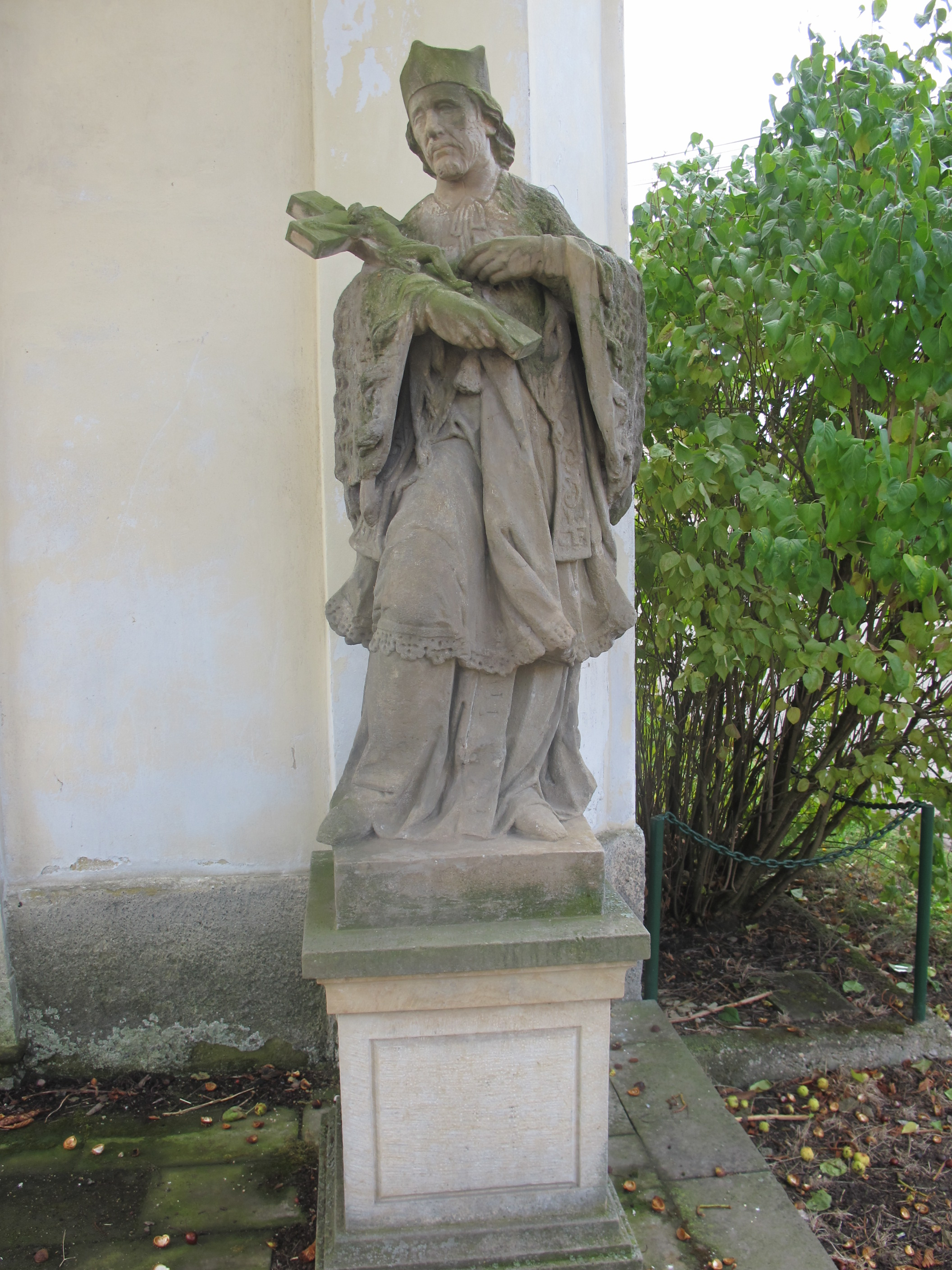
Socha svatého Jana Nepomuckého u kaple

Tereziánský katastr z roku 1757 uvádí ve vsi malý vrchnostenský dům, zřejmě předchůdce dnešního zámku. Přiléhal k němu hospodářský dvůr, ve vsi byla také kovárna. Fleissnerové zde také zřídili malý pivovar s výstavem přibližně 160 hektolitrů ročně. Poblíž vsi byl rovněž ovčín.
Roku 1830 získal Strkovice pomolog, žatecký měšťan Clemens Rodt († 1887).  V roce 1832 založil na místě bývalých rybníků na ploše téměř sedmi hektarů rozsáhlou školku. Rouby dovážel z renomovaných školek v Belgii, Francii a Anglii. Vypěstoval údajně 3408 odrůd ovoce. Po jeho smrti byl sad zrušen a nahradily ho chmelnice. Jeho teoretické práce jsou vydávány i v současnosti. V Rodtově době také měly Strkovice nejvíce obyvatel ve své historii. V roce 1828 zde v 38 domech bydlelo 323 obyvatel, z toho 177 žen.
Za prusko-rakouské války byla ve vsi na čas umístěna pruská jezdecká jednotka, která tam zavlekla choleru. Během týdne na ni zemřelo 36 obyvatel. Sbor dobrovolných hasičů byl ve Strkovicích založen roku 1898.
V roce 1921 se k české národnosti hlásilo 26 % obyvatel. Češi se tak dostali do obecního zastupitelstva. V komunálních volbách v letech 1927 a 1931 získali pokaždé tři mandáty z dvanácti. Roku 1931 zde byla zřízena česká mateřská škola, do základní školy ale musely děti chodit do Drahomyšle.

## Přírodní poměry
Půl kilometru jižně od vesnice se v jámovém lomu těžily terciérní keramické nežáruvzdorné jíly. Opuštěný lom byl třináct metrů hluboký. V odkryvu se vyskytovaly krystaly sádrovce.

## Obyvatelstvo
|                                                                  | 1869 | 1880 | 1890 | 1900 | 1910 | 1921 | 1930 | 1950 | 1961 | 1970 | 1980 | 1991 | 2001 | 2011 |
| ---------------------------------------------------------------- | ---- | ---- | ---- | ---- | ---- | ---- | ---- | ---- | ---- | ---- | ---- | ---- | ---- | ---- |
| Obyvatelé                                                        | 291  | 286  | 291  | 268  | 242  | 261  | 248  | 112  | 105  | 93   | 103  | 75   | 90   | 103  |
| Domy                                                             | 41   | 43   | 40   | 45   | 47   | 46   | 50   | 44   | 49   | 30   | 33   | 35   | 38   | 39   |
| Počet domů z roku 1961 zahrnuje také domy místní části Hradiště. |      |      |      |      |      |      |      |      |      |      |      |      |      |      |

## Pamětihodnosti
- Strkovický zámek vznikl pravděpodobně v průběhu 17. století. Dochovaná klasicistní podoba však pochází až z roku 1848, kdy nechal Klement Rott přistavět druhé patro.[20]
- Kaple svaté Anny z osmnáctého století.
- Sochy svatého Germana a svatého Jana Nepomuckého před vchodem do kaple.[21] Obě plastiky zřejmě vznikly zároveň s kaplí v době, kdy Strkovice patřily rodině Fleissnerů z Vostrovic. Dokládá to erb Fleissnerů, umístěný na soklu sochy svatého Germana. Pokud je atribuce sochy správná, jedná se zřejmě o jedinou plastiku v Čechách, zasvěcenou tomuto pařížskému biskupovi ze 6. století, patronovi hudby, zajatců a vězňů.
- Při polní cestě jihozápadně od vsi stojí kamenný krucifix, na jeho soklu plastika Panny Marie s holubicí.
- Výklenková kaplička při silnici do Hradiště.
- Torzo kříže (sokl s plastikou) u silnice do Mradic.

## Galerie

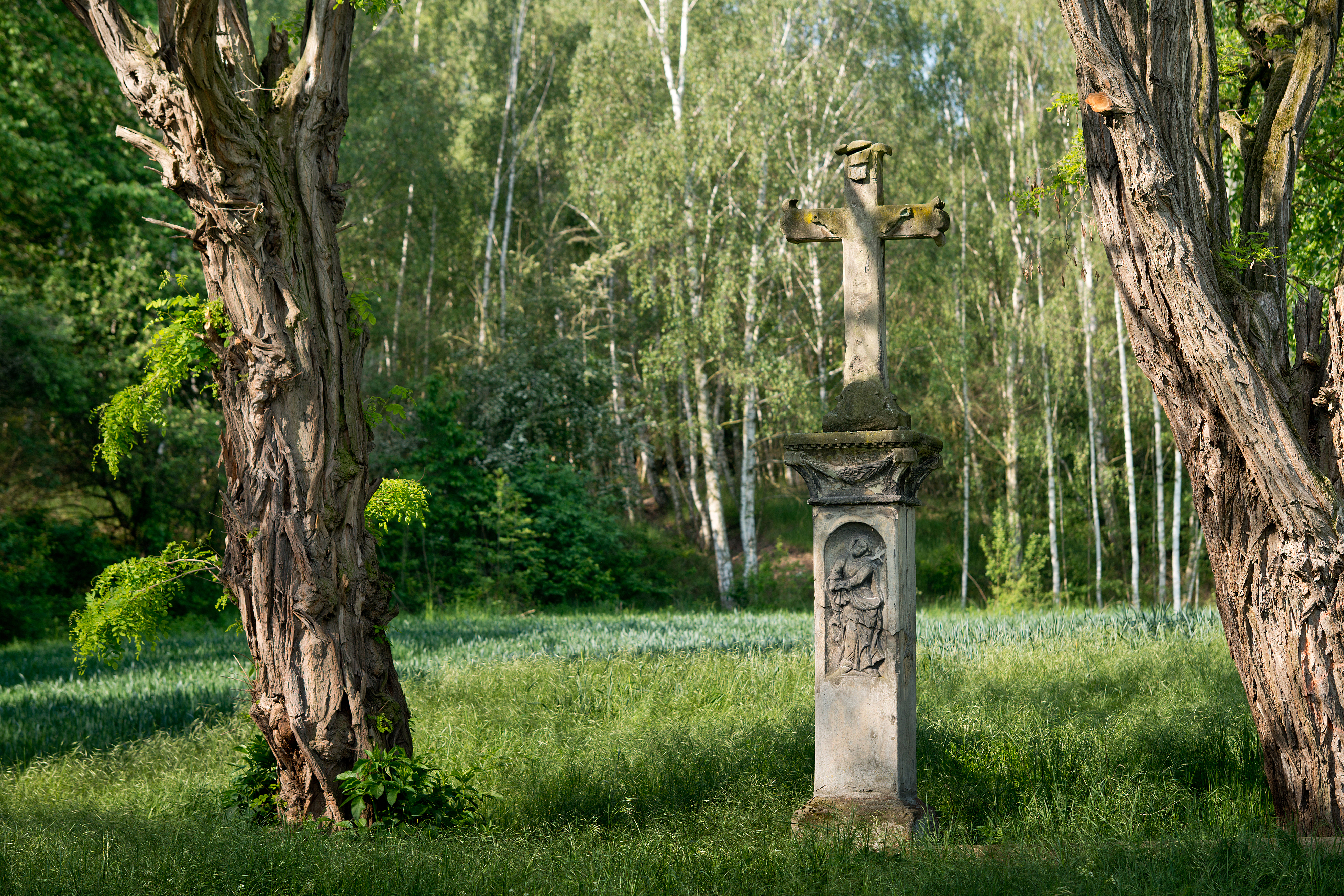
Kříž s Pannou Marií na soklu
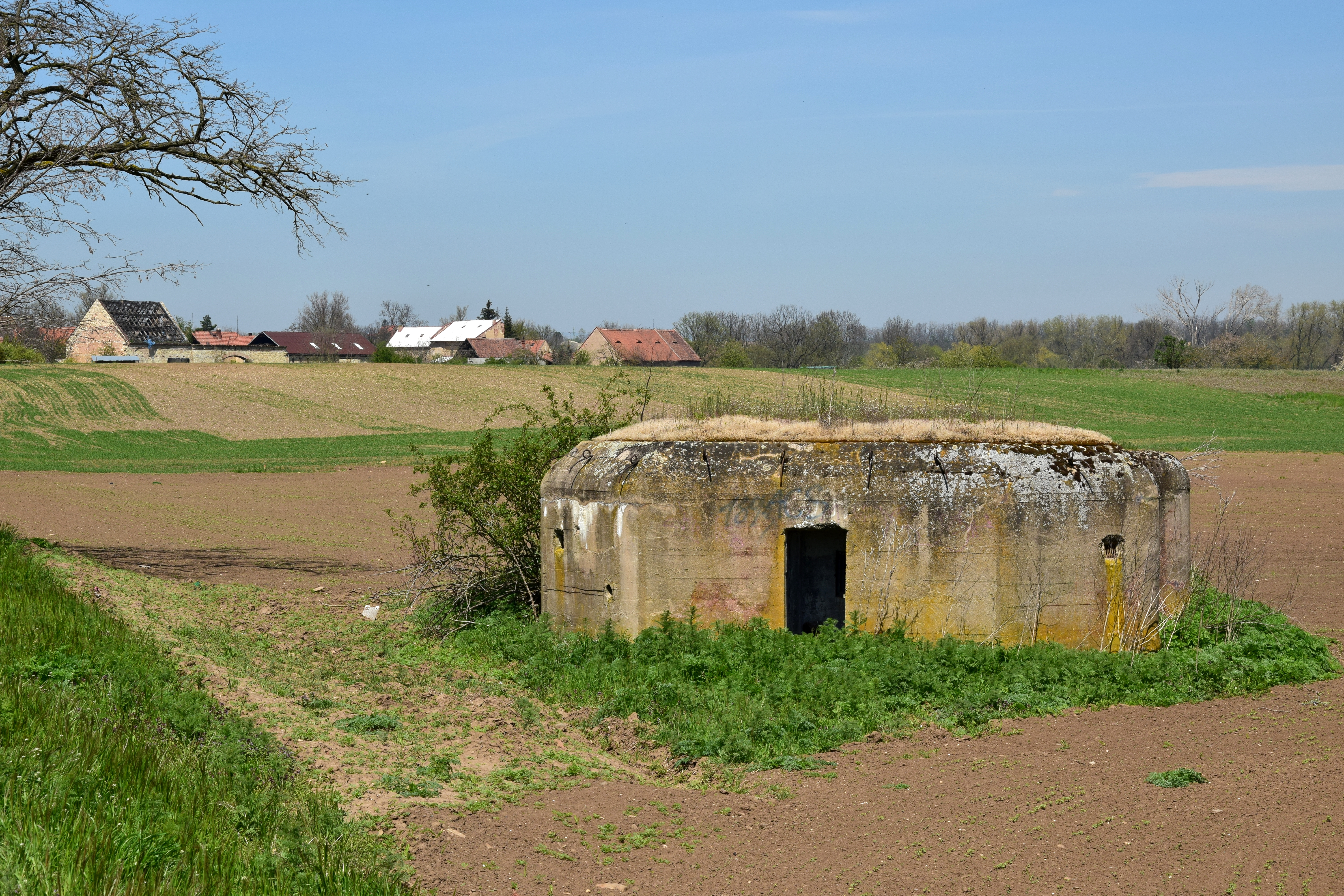
Řopík u vsi
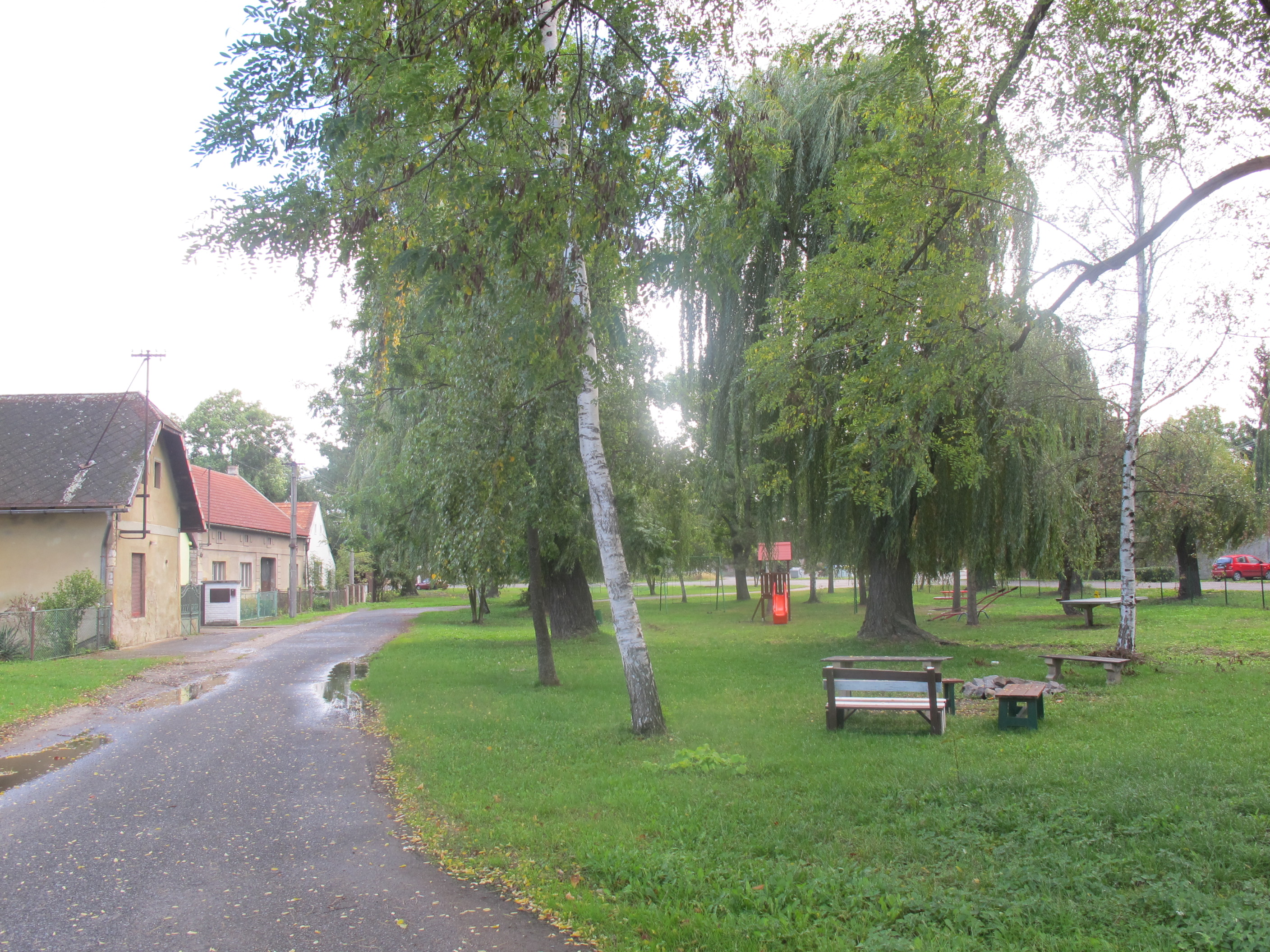
Náves